# Museu de Arte e Escultura de Ancara

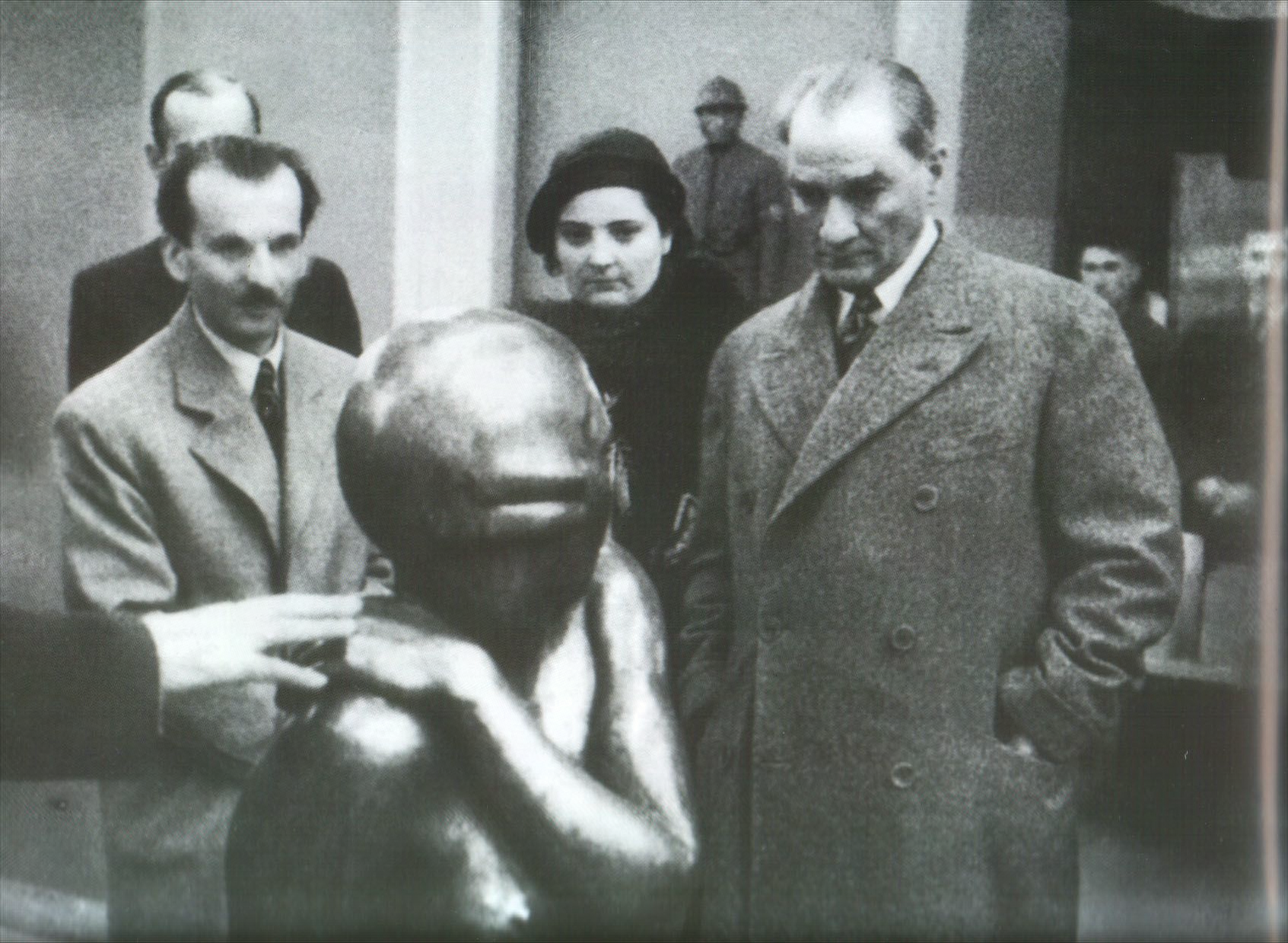
Atatürk na inauguração do museu

O Museu de Arte e Escultura de Ancara (em turco: Ankara Resim ve Heykel Müzesi) é um museu situado na capital da Turquia, Ancara, que abriga uma rica coleção de arte turca dos fins do século XIX aos dias de hoje. Foi construído em 1927 pelo arquiteto Arif Hikmet Koyunoğlu, sob a direção de Kemal Atatürk, e situa-se próximo ao Museu Etnográfico de Ancara. Além do seu acervo permanente, possui também galerias exclusivas para exibições temporárias.